# Kirchau
Kirchau ist eine Ortschaft und Katastralgemeinde der Gemeinde Warth im Bezirk Neunkirchen in der Buckligen Welt in Niederösterreich. Die Ortschaft hat 302 Einwohner (Stand 1. Jänner 2024). Bis Ende 1967 war Kirchau eine eigenständige Ortschaft.

## Geografie
58 % des Ortsgebietes sind Wald und 35 % sind Äcker, Wiesen und Weiden.
Kirchau liegt an der Landesstraße L143 etwa 2,5 km westlich von Warth im Haßbachtal und etwa 3 km östlich von Haßbach.

## Gliederung
Die Ortschaft besteht aus dem Dorf Kirchau sowie aus den Rotten Laa, Kleineben, Schachen, Leiding und Palm und mehreren Einzellagen. Südlich grenzt Kirchau an die Gemeinde Grimmenstein, mit der sie eine gemeinsame Freiwillige Feuerwehr betreibt.

## Geschichte
Kirchau wurde urkundlich bereits 1146 erwähnt, aus dieser Zeit datiert auch die Ruine Stubenberg.
Laut Adressbuch von Österreich waren im Jahr 1938 in der Ortsgemeinde Kirchau ein Bäcker, zwei Gastwirte, ein Geflügelfarmer, eine Gemischtwarenhändlerin, ein Holzhändler, ein Müller, ein Sägewerk, ein Schmied, ein Schneider und eine Schneiderin, ein Schuster, eine Sparkasse, zwei Wagner und einige Landwirte ansässig.
Mit 1. Jänner 1968 wurden im Zuge der Niederösterreichischen Kommunalstrukturverbesserung die bis dahin selbständigen Gemeinde Haßbach, Kirchau und Steyersberg nach Warth eingemeindet.

## Kultur und Sehenswürdigkeiten
- Ruine Stubenberg

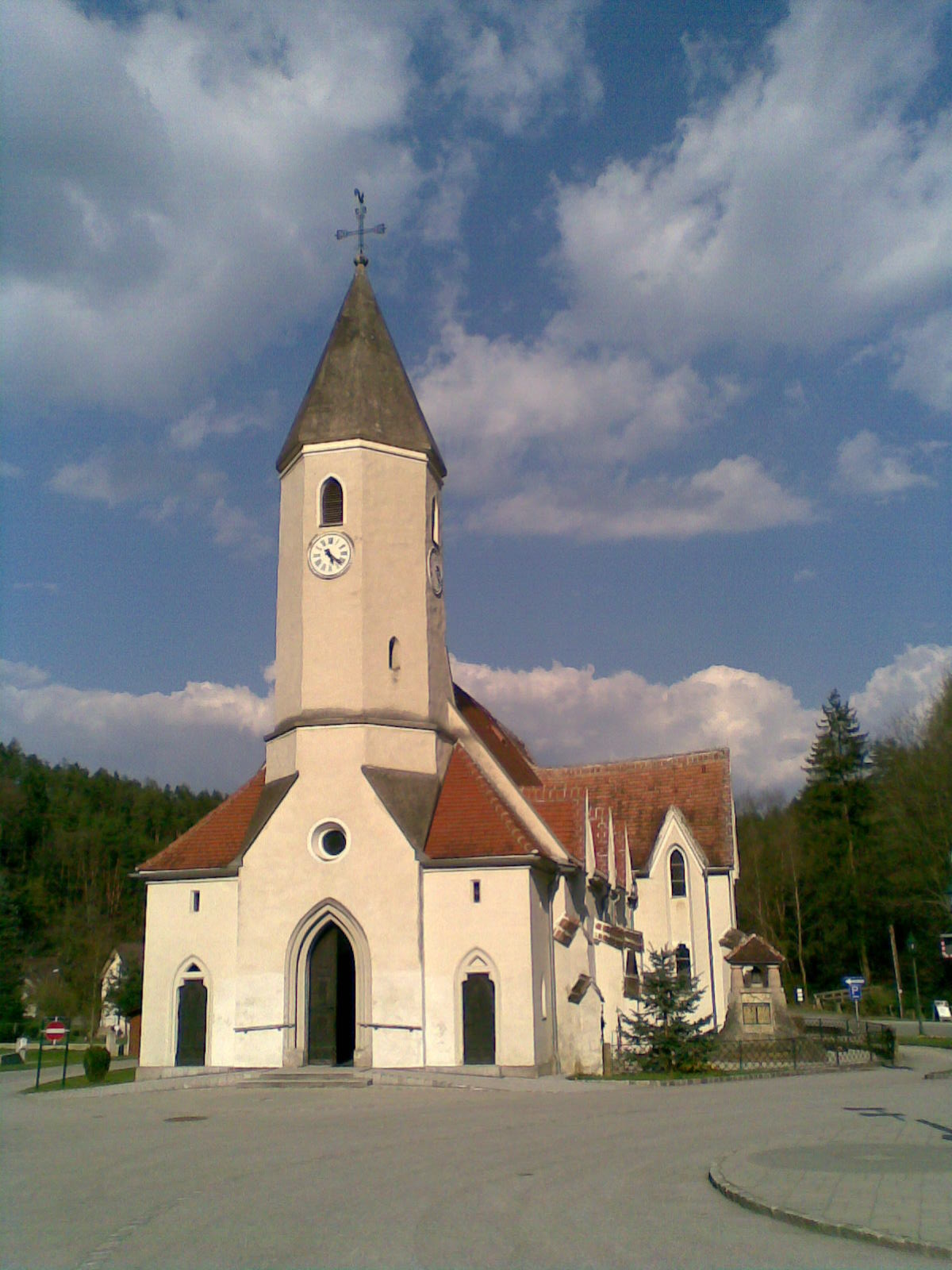
Pfarrkirche Kirchau

- Katholische Pfarrkirche Kirchau hl. Margareta
- Ehemaliger Friedhof mit Kriegerdenkmal südlich der Kirche
- Marienkapelle nördlich der Kirche

## Persönlichkeiten
- Heinrich Reisenbauer (1938–2025), Künstler und Vertreter der Art brut